# Paraphlepsius siclus
Paraphlepsius siclus är en insektsart som beskrevs av Delong 1938. Paraphlepsius siclus ingår i släktet Paraphlepsius och familjen dvärgstritar. Inga underarter finns listade i Catalogue of Life.